# 11e Landingsflottielje
Het Marinehafen-Abteilung Rotterdam / 1. Flottillenstammabteilung / 11e Landingsflottielje (Duits: 11. Landungsflottille) was een operationele eenheid van de Duitse Kriegsmarine tijdens de Tweede Wereldoorlog. Zo’n flottielje was normaal uitgerust met onder andere 20 tot 30 stuks van de Marinefährprahm. 

## Geschiedenis

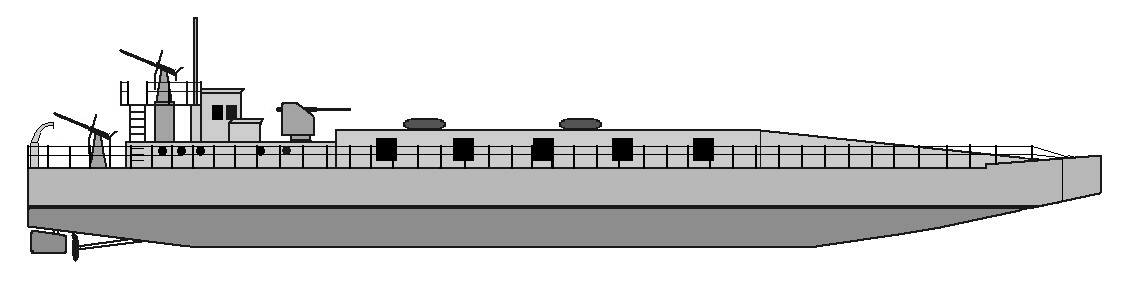
De standaarduitrusting: de Marinefährprahm

De Marinehafen-Abteilung Rotterdam werd in augustus 1940 opgesteld om de leiding te geven aan de bemanningen van de in Rotterdam liggende vaartuigen voor Operatie Seelöwe. Op 15 januari 1942 werd deze Abteilung omgedoopt in 1. Flottillenstammabteilung.
Op 20 mei 1942 beschikte deze Abteilung over 24 Motorfährprähme, twee slepers en acht motorboten. Op 1 januari 1943 werd deze eenheid vervolgens weer omgedoopt in 11. Landungs-Flottille. 
Bij het begin van de geallieerde invasie lagen enkele delen van het flottielje in de Kanaalhavens en werden vervolgens overgebracht naar de beneden-Seine om daar Duitse troepen over te zetten. Daarbij gingen verschillende boten verloren. In september 1944 werden het flottielje ingezet voor de bevoorrading en evacuatie van het 15e Leger over de Westerschelde. Ook dit leverde weer verliezen op. Vanaf oktober 1944 werd het flottielje over de Rijn, het Middellandkanaal en de Oder naar Swinemünde of Stralsund om daar opgefrist te worden. Vanaf december 1944 stond het flottielje onder bevel van de 10. Sicherungs-Division en werd ingezet in de westelijke Oostzee. In maart 1945 na het flottielje deel aan de evacuatie van Cammin in Pommern, Kolberg en het eiland Gristow. In de nacht van 5 mei 1945 weken de boten vol beladen met vluchtelingen, uit naar het westen, richting Sleeswijk-Holstein.

### Einde
Het 11e Landingsflottielje capituleerde in mei 1945 in Sleeswijk-Holstein aan Britse strijdkrachten.

## Commandanten
| Rang                         | Naam                | Begin          | Eind          |
| ---------------------------- | ------------------- | -------------- | ------------- |
| Korvettenkapitän             | Erich Zimmermann    | januari 1943   | maart 1943    |
| Korvettenkapitän der Reserve | Dr. Eckart Schröder | april 1943     | maart 1944    |
| Korvettenkapitän             | Paul Kahle          | april 1944     | augustus 1944 |
| Korvettenkapitän             | Felix Wiegand       | september 1944 | april 1945    |
| Korvettenkapitän             | Johannes Zaepernick | april 1945     | mei 1945      |